# Bernardita Pizarro
Bernardita Pizarro Lazo (Santiago de Chile, 19 de octubre de 1985). Destacada ciclista chilena, considerada una de las mejores ciclistas del mundo (UCI ranking 5.ª, 2006).
Está considerada, la atleta más destacada de Chile en la actualidad, multimedallista (5 veces) panamericana en el "DownHill" o Cerro Abajo y en el FourCross (4X), segundo lugar en el NORBA (2005). Actualmente corre para el equipo "Bear Naked Cannondale".

## Biografía
Corredora profesional desde el 2003, año que cierra su auspicio con la bebida energética Red Bull y luego durante el año 2004 firma contrato con un equipo establecido (Cannondale Bear Naked), antes de eso hizo incursiones en el ciclismo con recursos propios.
Tras su firma con Cannondale, Berny, se lanza a la fama mundial conquistando varias fechas del NORBA, quedando sólo a dos puntos de la ganadora.
Cinco años consecutivos campeona panamericana indiscutida (2001 - 2005), incluso compitiendo con menos edad que la requerida. Fue tercera en el Mundial Junior disputado en Lugano, Suiza en 2003.
Berny es conocida por su versatilidad deportiva logrando importantes logros en el Triatlón a Nivel nacional y sudamericano.
En 2001 se convirtió en la primera mujer Chilena en conseguir medallas en ciclismo a nivel panamericano, con solo 15 años.
Su consolidación definitiva vendría de la mano con su nuevo equipo, varias victorias en NORBA, undécima en la fecha válida por el mundial de ciclismo en Les Gets, Francia, un sexto lugar en el mundial en Mount Sainte Anne en Canadá.
El año 2005 sería un año con un comienzo espectacular, empezando con un triunfo espectacular en Valparaíso Cerro Abajo, un tercer lugar en el Downhill urbano en Lisboa, 6º lugar en el mundial en Brasil, y un par de buenos resultados corriendo el Tour Europeo.
Mientras disputaba de un entrenamiento en Whistler, Canadá, el 22 de julio del 2006, sufrió un accidente gravísimo. Fractura de fémur, que se complicó en la operación, un coágulo que se coló en su pulmón y de un coma que le tomó más de 22 días para salir.
(Actualización)
Ocho meses bastaron para que Bernardita decidiera nuevamente subirse a una bicicleta, en una entrevista concevida al diario el Mercurio de Chile, el 4 de marzo del 2007, Bernardita anunció su vuelta a las pistas para el año 2008, su equipo médico se muestra esperanzado en la vuelta de nuestra campeona.
Durante el año 2008 Berny decidió complementar su vuelta a las pistas con la disciplina del Enduro en Moto dónde compitió el campeonato de Enduro FIM y logró obtener el 6.º lugar en Damas.

## Resultados Destacados
- 2.ª Norba Elite (2004-2005).
- Medalla de Bronce en el Mundial Junior, Lugano, Suiza (2003).
- Campeona Panamericana por cinco años (2000, 2001, 2002, 2004, 2005).
- 11º fecha del mundial, Les Gets, Francia (2004).
- 6º Mundial de Downhill, Mount Sainte Anne, Canadá (2004)